# Nonyma guineensis
Nonyma guineensis är en skalbaggsart som beskrevs av Max Quedenfeldt 1883. Nonyma guineensis ingår i släktet Nonyma och familjen långhorningar.
Artens utbredningsområde är Nigeria. Inga underarter finns listade i Catalogue of Life.